# Желіслав (Лодзинське воєводство)
Желіслав (пол. Żelisław) — село в Польщі, у гміні Блашки Серадзького повіту Лодзинського воєводства.
Населення — 266 осіб (2011).
У 1975-1998 роках село належало до Серадзького воєводства.

## Демографія
Демографічна структура станом на 31 березня 2011 року:
|          | Загалом | Допрацездатний вік | Працездатний вік | Постпрацездатний вік |
| -------- | ------- | ------------------ | ---------------- | -------------------- |
| Чоловіки | 139     | 33                 | 87               | 19                   |
| Жінки    | 127     | 30                 | 70               | 27                   |
| Разом    | 266     | 63                 | 157              | 46                   |